# Miraja
Miraja is een geslacht van vlinders van de familie dikkopjes (Hesperiidae).

## Soorten
- M. flora (Oberthür, 1922)
- M. hova (Mabille, 1887)
- M. howa (Mabille, 1875)
- M. ochracea (Oberthür, 1916)
- M. paroechus (Mabille, 1887)
- M. sida Evans, 1937
- M. sylvia Evans, 1937
- M. varians (Oberthür, 1916)